# Frankie Laine
Francesco Paolo Lo Vecchio (Chicago, 30 de marzo de 1913-San Diego, 6 de febrero de 2007), más conocido como Frankie Laine, fue un cantante, compositor y actor estadounidense con voz de barítono. Le pusieron el apodo de Sr. Ritmo.
Tuvo un gran éxito en los años cuarenta y cincuenta. Entró en el mundo del espectáculo participando en los maratones de baile que en su país se popularizaron durante la Gran Depresión.
Más tarde, en 1937, fue contratado como vocalista de la orquesta de Freddy Cardone, sustituyendo a Perry Como, en un momento en que se cantaba sin amplificación y se debía hacer escuchar por encima de la orquesta.
Durante la II Guerra Mundial, trabajó para la industria militar, al tiempo que seguía actuando en clubes modestos.
En 1945 grabó con el sello Exclusive, lo que le valió para fichar con Mercury y, luego, con Columbia Records.
Su primer gran éxito fue en 1947, That's My Desire. Al que siguieron otros éxitos como That Lucky Old Sun, Swamp Girl, Cry of the Wild Goose y Mule Train. Colocó más de 60 canciones en las listas de éxitos, bien en solitario o colaborando con otros artistas, como Doris Day, Four Lats, Easy Riders o Jo Stafford.
En Reino Unido alcanzó enorme popularidad, con I believe estuvo cuatro meses en el número uno.
En 1964 participó en el Festival de Sanremo, formando sendos duetos con Domenico Modugno y Bobby Solo.
Pero el filón lo encontró usando su voz viril para canciones en películas del oeste. Entre sus grandes éxitos está el tema High Noon, de la banda sonora de la película homónima, en castellano Sólo ante el peligro.  En la película la interpreta el cantante y actor Tex Ritter, una figura de los westerns clase B. Tiomkin pretendía tener la canción grabada y distribuida antes del estreno de la película, pero la discográfica que tenía bajo contrato a Ritter no se interesó. La versión del LP, entonces, la grabó el popular Frankie Laine. Pero en la película se utilizó la versión de Ritter. Su voz era tan popular que Mel Brooks le pidió en 1974 que cantara en su famosa parodia del género: Sillas de montar calientes.
El 6 de febrero de 2007 falleció en San Diego, California producto de una Insuficiencia cardíaca.